# Ri Chun-hee
Ri Chun-hee —también romanizado como Ri Chun Hee y Ri Chun Hui; hangul: 리춘히, hanja: 李春姬, McCune-Reischauer: Ri Ch'unhi— (Tongchon, 8 de julio de 1943) es la principal presentadora de noticias norcoreana de la Televisión Central de Corea (KCTV). Se caracteriza por su tono emocional y a veces mordaz, que se describe como «apasionado», «vagamente amenazante» y «agresivo».
Ri realizó los anuncios oficiales de la muerte de Kim Il-sung en 1994 y Kim Jong-il en 2011. El 24 de enero de 2012, en un reportaje publicado por la Televisión Central de China, Ri anunció su retiro como presentadora jefe de KCTV. En enero de 2016 retornó a la cadena estatal para anunciar la prueba nuclear norcoreana de una bomba de hidrógeno.

## Biografía

### Primeros años
Ri nació en 1943 en una familia pobre en Tongchon (Kangwon, Corea). Apoyó al Gobierno de Corea del Norte debido a sus inicios de pobreza extrema, que se considera un signo de confianza política en el país. Ri no estudió periodismo, sino que estudió arte del performance en la Universidad de Cine y Teatro de Pionyang, siendo luego reclutada por KCTV.

### Carrera
Ri comenzó a presentar noticias en 1971, y en 1974 se convirtió en jefa de presentadores de noticias de KCTV. Comenzó a aparecer constantemente en el aire a partir de la década de 1980. Su carrera fue única por su longevidad. Mientras que muchos en KCTV fueron degradados o purgados, su carrera nunca fue interrumpida.
En la mañana del 19 de diciembre de 2011, se informó a todas las unidades de trabajo, escuelas, agencias gubernamentales y personal militar de un «anuncio importante» que tendría lugar al mediodía. Al mediodía, Ri llorando y vestida con ropa tradicional coreana negra, anunció en KCTV la muerte de Kim Jong-il.
Después de retirarse en enero de 2012, salió de su retiro para anunciar que Corea del Norte llevó a cabo una detonación de una bomba de hidrógeno el 6 de enero de 2016. Ese día en Pionyang se reportaron multitudes reunidas frente a una gran pantalla de video cerca de una estación de tren de la ciudad para festejar y fotografiar a Ri anunciando la noticia.
The Daily Telegraph del Reino Unido comentó que se le había «encomendado anunciar grandes momentos en la historia de Corea del Norte». El periodista y escritor estadounidense Bob Woodward se refirió a ella como la Walter Cronkite de Corea del Norte en su libro de 2018 Miedo: Trump en la Casa Blanca (Fear: Trump in the White House).

### Estilo
Ri ha recibido grandes elogios de las autoridades de Corea del Norte por su voz resonante, su estado de ánimo «impresionante» y su elocuencia «excepcional». Es conocida por su estilo melodramático para hacer anuncios. A menudo se habla de una vacilación y un tono exuberante cuando alaba a los líderes de la nación, y por el contrario utiliza un tono enojado visible cuando denuncia a Occidente. Según Brian Reynolds Myers, profesor de la Universidad de Dongseo y un experto en la propaganda de Corea del Norte, su formación en el drama le es útil, dada la gran cantidad de talento para el espectáculo que es típico de la radiodifusión de Corea del Norte.
Cuando se hizo el anuncio oficial de la muerte de Kim Il-sung en 1994, Ri estaba llorando visiblemente durante la emisión. Lo mismo ocurrió cuando anunció la muerte de Kim Jong-il en 2011.

### Distinciones
Ri ha sido galardonada con los títulos de «Locutora del Pueblo» y «Heroína del Trabajo». Estos honores han dado sus numerosas ventajas materiales, tales como una casa moderna, un coche de lujo, y el acceso al entretenimiento, la moda y otros modelos de ropa inaccesibles para la mayoría de la población de Corea del Norte.
El 13 de abril del 2022, Ri estuvo presente durante la inauguración de un distrito residencial en Pionyang, junto con Kim Jong-un.